# Anne Makinda
Anne Semamba Makinda (ur. 15 lipca 1949 w Njombe) – tanzańska polityczka. Pierwsza kobieta przewodnicząca Zgromadzeniu Narodowemu Tanzanii oraz przewodnicząca i prezeska Funduszu Narodów Zjednoczonych na rzecz Dzieci w latach 1993–1994.

## Życiorys

### Młodość, edukacja i kariera zawodowa
Makinda urodziła się 15 lipca 1949 w Njombe. Jej ojciec był regionalnym komisarzem w administracji Juliusa Nyerery.
Będąc uczennicą szkoły podstawowej, stała się działaczką młodzieżówki Tanganyika African National Union (TANU). W latach 1965–1968 uczęszczała do szkoły średniej. W trakcie nauki została przewodniczącą młodzieżówki TANU. W latach 1969–1970 przygotowywała się do egzaminów A-level. W latach 1971–1975 ukończyła studia z księgowości na Institute of Development Management (IDM).

### Działalność polityczna
Będąc uczennicą szkoły podstawowej, stała się działaczką młodzieżówki Tanganyika African National Union. W szkole średniej została przewodniczącą młodzieżówki tej partii.
W 1975 roku, w wieku 23 lat, została nominowana do parlamentu Tanzanii przez młodzieżówkę TANU, stając się najmłodszą kobietą w parlamencie. Od 1977 roku jest członkinią rady wykonawczej Partii Rewolucji.
W latach 1983–1990 pełniła funkcję ministra w kancelarii premiera Tanzanii, gdzie była odpowiedzialna za informatyzację oraz radiofonię. W latach 1990–1995 była osobą na stanowisku ministerialnym odpowiedzialną za rozwój, prawa kobiet i dzieci jako pierwsza osoba na tym stanowisku. W 1995 roku została ponownie wybrana do Zgromadzenia Narodowego Tanzanii w okręgu wyborczym obejmującym Njombe. W latach 2000–2005 przewodniczyła Komitetowi ds. Zasobów Naturalnych, Środowiska i Walki z Ubóstwem. W 2005 roku została wybrana zastępczynią przewodniczącego izby, stając się pierwszą kobietą na tym stanowisku. 10 listopada 2010 została wybrana na stanowisko przewodniczącej Zgromadzenia Narodowego. Funkcję tę pełniła do 16 listopada 2015. Była pierwszą kobietą na tym stanowisku.
Pełniła również, jak jej ojciec, funkcję komisarza regionalnego w latach 1995–2000.
W 2015 roku ogłosiła odejście na polityczną emeryturę po ponad 40 latach aktywności i 7 kadencjach z rzędu w tanzańskim parlamencie.

### Pozostała działalność
Była członkinią rad dyrektorów tanzańskich korporacji, w tym m.in.: Tanzania Railways Corporation (TRC), National Bank of Commerce (NBC), Texco, Legal Corporation, Tanesco, Mwatex, Mutex, Mbeya Tex, Engineers Registration Board and Bora Shoes Company. W 2021 roku została kanclerką Hubert Kairuki Memorial University. W 2024 roku przewodniczyła międzynarodowej misji obserwacyjnej podczas wyborów w Namibii.

#### UNICEF – Fundusz Narodów Zjednoczonych na rzecz Dzieci
Początkowo została wybrana na następczynię Fredericka Warda z Kanady na kadencję 1 sierpnia 1994 – 31 lipca 1994, od 1 sierpnia 1993 do lutego 1994 roku była przewodniczącą Funduszu Narodów Zjednoczonych na rzecz Dzieci (UNICEF). Od lutego do 31 grudnia 1994 pełniła funkcję prezeski organizacji w czasie okresu przejściowego związanego z reformą stanowiska. Na stanowisku zastąpił ją Khalil Makkawi z Libanu.